# جيريمي لان
جيريمي لان (بالإنجليزية: Jeremy Lane)‏ هو لاعب كرة قدم أمريكية أمريكي، ولد في 14 يوليو 1990 في تايلر في الولايات المتحدة.

## وصلات خارجية
- جيريمي لان على موقع مرجع كرة القدم المحترفة.كوم (الإنجليزية)